# Noble tren de artillería
El noble tren de artillería, también conocido como la expedición de Knox, fue una expedición liderada por el coronel de la Armada Continental Henry Knox, consistente en transportar artillería pesada que había sido capturada en el fuerte Ticonderoga a los alrededores de Boston, Massachusetts, durante el invierno de 1775-1776.
Knox capturó el fuerte Ticonderoga en noviembre de 1775, y durante los tres meses de invierno se las ingenió para transportar 60 toneladas de cañones y otro armamento, en barcos, caballos y trineos tirados por bueyes, a través de caminos de poco calidad, dos ríos semihelados, bosques y ciénagas de la zona poco habitada de los Berkshires, hasta el área de Boston. El historiador Victor Brooks ha denominado esta expedición como «una de las más fabulosas hazañas de logística de toda la guerra de Independencia de los Estados Unidos».
La ruta que siguió Knox es conocida como "Ruta Henry Knox" y los estados de Nueva York y Massachusetts han erigido marcas a lo largo del camino.

## Antecedentes

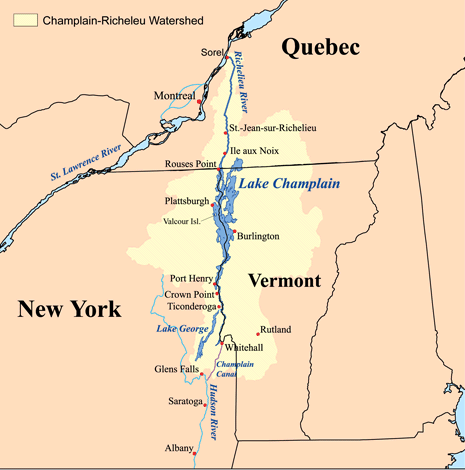
Mapa del lago Champlain donde se observa los fuertes Ticonderoga y Crown Point y el río Hudson

Después de que la guerra de Independencia comenzara con las batallas de Lexington y Concord en abril de 1775, Benedict Arnold, un líder militar de Connecticut que había llegado con sus hombres para apoyar el Asedio de Boston, dio la noticia de que en el fuerte Ticonderoga, en el lago Champlain en la provincia de Nueva York, había artillería pesada de gran calidad, y que dicho fuerte estaba mal defendido, y Arnold fue autorizado para capturarlo.
La idea de capturar Ticonderoga también la había tenido Ethan Allen y sus Green Mountain Boys procedentes del territorio Concesiones de Nuevo Hampshire (en la actualidad Vermont). Arnold y Allen unieron fuerzas y el 10 de mayo una fuerza de 83 hombres capturó el fuerte sin tener que luchar. El día siguiente un destacamento de hombres capturó el Fuerte Crown Point nuevamente sin tener que luchar.
Arnold comenzó a inventariar el equipamiento aprovechable de los dos fuertes. Dificultado por la falta de recursos, y por discusiones primero con Allen, y posteriormente con una milicia procedente de Connecticut que había sido enviada en junio para proteger el fuerte, Arnold abandonó la misión.

## Planeando la expedición
En junio de 1775, George Washington asumió el mando de las fuerzas que estaban a las afueras de Boston. Uno de los problemas significantes que observó en la Armada Continental fue la falta de artillería pesada, que hacía las operaciones ofensivas virtualmente imposibles, y eligió al joven coronel de 25 años Henry Knox para comandar la misión de traer los cañones Ticonderoga hasta Boston.
Knox, un vendedor de libros de 25 años con interés en asuntos militares, sirvió en la milicia de Massachusetts y se hizo amigo de Washington al llegar a Boston. Cuando Washington le asignó la misión de traer los cañones, escribió «no se debe reparar en gastos para obtenerlo». El 16 de noviembre autorizó a Knox para la misión y designó 1000 dólares para el propósito, y escribió al general Philip Schuyler pidiéndolo que ayudase a Knox en el empeño.
Knox partió del campamento de Boston el 17 de noviembre, y después de viajar a Nueva York a por suministros, alcanzó Ticonderoga el 5 de diciembre. La noche antes, en Fort George, compartió habitación con un joven prisionero británico llamado John André, que había sido hecho prisionero durante el asedio del fuerte Saint Jean. Ambos tenían la misma edad y temperamento y encontraron muchos temas de los que charlar. Esta no fue la única vez que se vieron, porque se volverían a encontrar en una corte marcial presidida por Knox que sentenciaba a André a muerte por su papel en la traición de Benedict Arnold.

## Fuentes

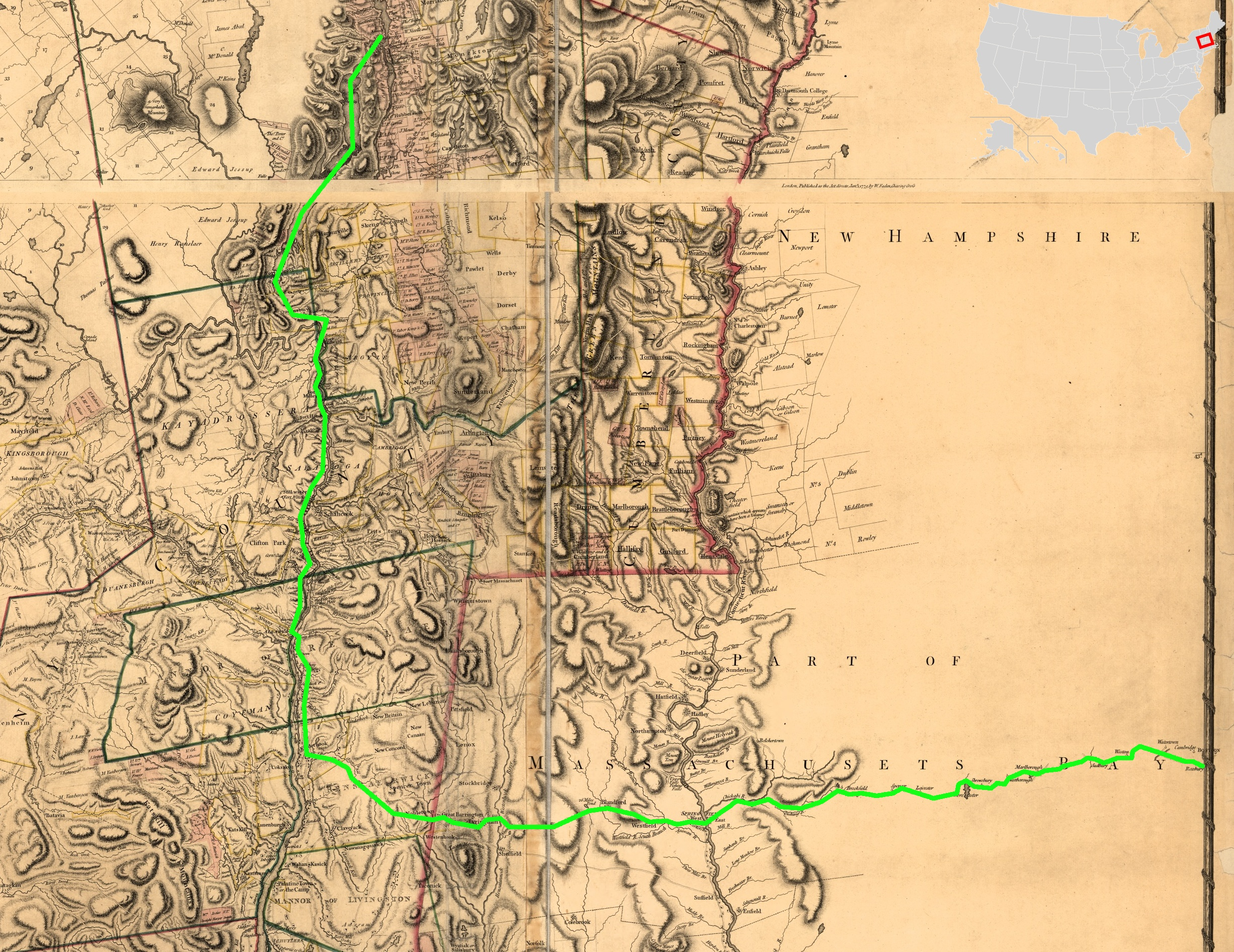
La ruta de la expedición, en un mapa de 1779

## Albany
En cuanto capturaron Ticonderoga, Knox enseguida empezó con el recuento o inventario de las armas. Seleccionó 59 piezas incluyendo cañones, morteros y obuses. Estimó que el peso total sería de unas 60 toneladas, con cada cañón pesando 2300 kg.
El equipo fue llevado primero por tierra desde el fuerte hasta el norte del lago George, donde fue cargado en una gabarra. El 6 de diciembre, la gabarra partió para el extremo sur del lago, con Knox dirigiendo delante en un pequeño bote. El hielo empezaba a cubrir la superficie del lago, pero la gabarra consiguió alcanzar su destino.
El 17 de diciembre Knox escribió a Washington: «Hemos construido 42 sólidos trineos y nos hemos provisto de 80 yugos y bueyes. Esperamos, en 16 o 17 días, poder presentarle a Su Excelencia el noble tren de artillería».

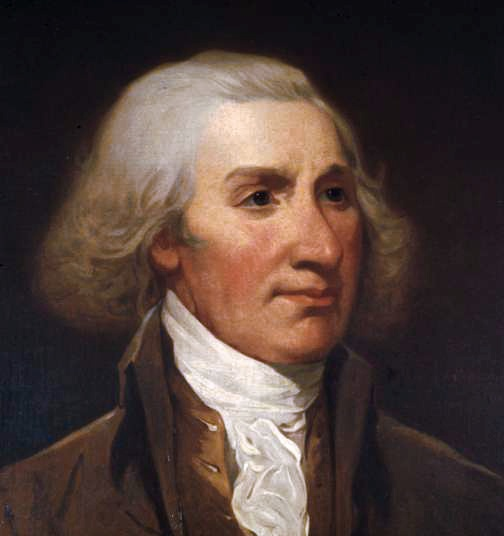
El general Philip Schuyler.

Knox partió hacia Albany, por delante del tren. Al llegar a Glens Falls, cruzó el helado río Hudson, y siguió camino hacia Saratoga, llegando a New City (actualmente Langsingburg) el día de Navidad. Ese día cayó medio metro de nieve, lo que retrasó su llegada a Albany. Allí Knox se citó con el general Philip Schuyler y juntos trabajaron varios días planeando lo necesario para traer el noble tren hasta la ciudad. La nieve era suficiente para arrastrar los trineos, pero la capa de hielo del río todavía no era lo bastante gruesa, por lo que Knox mandó a sus hombres que echaran agua sobre el río para que se hiciese hielo y engrosara la capa. El 4 de enero, el primer cañón llegó a Albany mientras que otros tardaron porque se hundieron en el río y hubo que rescatarlos, pero finalmente el 9 de enero el último de los cañones había llegado.

## Cruzando los Berkshires

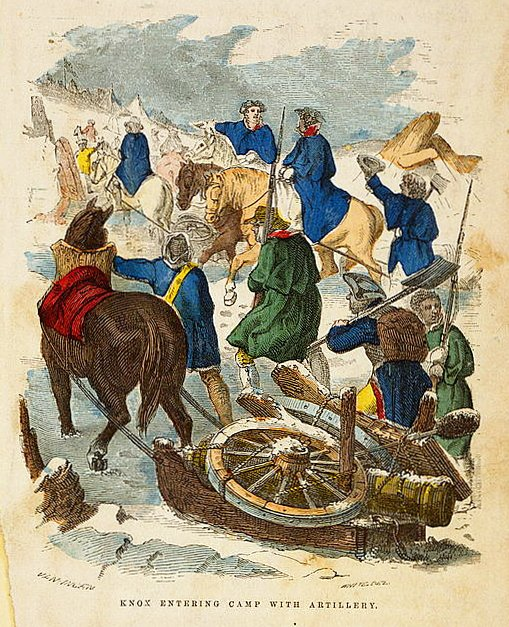
Dibujo del mostrando la llegada de las armas.

Los detalles del resto del viaje están incompletos, ya que el diario de Knox termina el 12 de enero. El 12 de enero llegaron a los alrededores de Claverack, Nueva York, el 12 de enero y pusieron rumbo a los Berkshires, llegando a Blandford (Massachusetts) dos días después. Allí, el líder de la tropa, rehusó continuar debido a una falta de nieve en el descenso al valle del río Connecticut. Knox compró más bueyes y animó a la tropa a continuar. Cuanto más se iba moviendo el tren hacia el este, las noticias se esparcían, y la gente salía a verlos pasar.
En Springfield, algunos de sus hombres quisieron regresar a casa, y Knox tuvo que contratar nuevo personal. John Adams relató que vio pasar el tren por Framingham el 25 de enero. Dos días después llegaron a Cambridge y Knox anunció personalmente su llegada a Washington. En total tardaron 10 semanas.

## Llegada

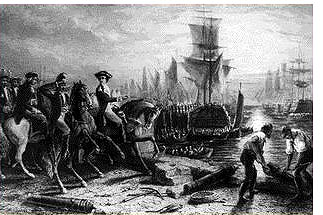
Los británicos evacuando Boston

Cuando el equipo comenzó a llegar al área de Boston, Washington, buscando el final del asedio, formuló un plan para por fin echar a los británicos de Boston, y lanzaría un ataque a la ciudad a través del río Charles. Siguiendo este plan dispuso los cañones en el punto Lechmere y Roxbury, y abrieron fuego sobre Boston la noche del 2 de marzo, mientras se fortificaba la colina Dorchester Heights, desde donde los cañones amenzarían la ciudad y la flota británica que se encontraba en el puerto. En la noche del 4 de marzo, las fuerzas continentales tomaron la colina.
El general británico William Howe, primero planeó asaltar la colina, pero una tormenta de nieve, le hizo desistir de su plan, y decidieron finalmente rendirse. El 17 de marzo las tropas británicas y los colonos lealista dejaban Boston y salían rumbo a Halifax, Nueva Escocia.